# Metrum (hudba)
Metrum je hodnotový systém, který člení časový průběh hudební skladby a sled tónů na základní celky, organizované z relativně stejných veličin, seskupených podle principu přízvučnosti a nepřízvučnosti. Určuje tedy rytmus hudební skladby (resp.popisuje koncept jejích rytmických jednotek) v rámci taktu a její charakteristiku z hlediska přízvučných a nepřízvučných dob.
Výraz „metrum“ se kromě hudby používá též v literatuře, resp. poezii, kde se jedná o schéma metrického uspořádání verše.
Termínu metrum se užívá zejména v té oblasti hudby, která je zřetelně členěna podle počítacích dob (má metrický základ). Základní typy takového členění se podobají metrickému systému veršů (trochej, daktyl apod.). Nejvhodnější prostor pro užití tohoto termínu dává taneční hudba resp. hudba užitá, ve spojení s tělesným pohybem (tancem, cvičením).
Ametrická hudba, tedy hudba bez metrické organizace zahrnuje např. chorál, graficky zapsanou hudbu a některou etnickou hudbu.

## Metrum a takt
Proč si nevystačíme pouze s označením taktu, ukazuje např. notový zápis lidové písně „Naše husa chodí bosa“. Může být zapsána v taktu 3/4 a pohybuje se potom v rytmu „dvě osminy - čtvrtka - čtvrtka“. Její metrické členění (metrum) je třídobé (čtvrtka - čtvrtka - čtvrtka, přičemž první z nich má přízvuk, je to těžká doba, zde následovaná dvěma lehkými), což zajímá např. choreografa nebo tanečníka.

„Červený šátečku, kolem se toč“ je členěna podobně, jedna doba přízvučná, dvě nepřízvučné („Čer-ve-ný“), má však jiný rytmus melodie (tj. odlišnou rozmanitost v délkách a přízvucích). Jestliže se však zrychlí tempo, může se choreograf soustředit v členění pohybu zejména na těžké doby každého taktu a metrum písně bude nyní pro něho a pro tanečníky dvojdobé (jedna doba zahrne celý takt – „Červený“, „šátečku“ atd., první takt bude v pocitu a v choreografii těžký, druhý lehký, třetí těžký, čtvrtý lehký atd.

Je vidět, že metrum je kategorie psychologická: spočívá na pojetí a výkladu určité hudebně-pohybové struktury. „Červený šátečku“ můžeme rovněž notovat třeba v taktu 3/8, kdy se notace pozmění, ale vnitřní uspořádání skladby se tím nezmění – v odvození a pojetí metra posluchač žádnou změnu nezaregistruje. Termínu metrum se tak na elementárním stupni v hudební teorii ani neužívá (vystačí se termínem „takt“). Se stoupající složitostí hudby začíná být metrické uspořádání daleko složitějším problémem (např. pro práci dirigenta nebo muzikologa). V řadě oblastí hudby (historicky i teritoriálně) nevystupuje pravidelné metrické uspořádání tolik do popředí nebo pro ně vůbec chybí podnět. Tendence členit hudební tok do počítacích dob (pohybových pulsů) je však velmi nápadná u většiny hudebních kultur, včetně přírodních národů.